# 2,4,7-trihidroksi-1,4-benzoksazin-3-on-glukozid 7-O-metiltransferaza
2,4,7-Trihidroksi-1,4-benzoksazin-3-on-glukozid 7-O-metiltransferaza (EC 2.1.1.241, BX7 (gen), OMT BX7) je enzim sa sistematskim imenom S-adenozil--metionin:(2R)-4,7-dihidroksi-3-okso-3,4-dihidro-2-1,4-benzoksazin-2-il beta--glukopiranozid 7-O-metiltransferaza. Ovaj enzim katalizuje sledeću hemijsku reakciju
-adenozil--metionin + (2R)-4,7-dihidroksi-3-okso-3,4-dihidro-2-1,4-benzoksazin-2-il beta--glukopiranozid {\displaystyle \rightleftharpoons } -adenozil-L-homocistein + (2R)-4-hidroksi-7-metoksi-3-okso-3,4-dihidro-2-1,4-benzoksazin-2-il beta--glukopiranozid
Ovaj enzim učestvuje u biosintezi zaštitnog benzoksazinoida DIMBOA [(2)-4-hidroksi-7-metoksi-3-okso-3,4-dihidro-2-1,4-benzoksazina] kod pojedinih biljki, najčešće iz familije Poaceae (trave).

## Literatura
- Nicholas C. Price; Lewis Stevens (1999). Fundamentals of Enzymology: The Cell and Molecular Biology of Catalytic Proteins (Third изд.). USA: Oxford University Press. ISBN 019850229X.
- Eric J. Toone (2006). Advances in Enzymology and Related Areas of Molecular Biology, Protein Evolution (Volume 75 изд.). Wiley-Interscience. ISBN 0471205036.
- Branden C; Tooze J. Introduction to Protein Structure. New York, NY: Garland Publishing. ISBN 0-8153-2305-0.
- Irwin H. Segel. Enzyme Kinetics: Behavior and Analysis of Rapid Equilibrium and Steady-State Enzyme Systems (Book 44 изд.). Wiley Classics Library. ISBN 0471303097.

## Spoljašnje veze
- 2,4,7-trihydroxy-1,4-benzoxazin-3-one-glucoside+7-O-methyltransferase на 